# Itaboravis
Itaboravis es un género extinto de ave terrestre descubierta en los depósitos fósiles del Paleoceno superior inicial de São José de Itaboraí, en el estado de Río de Janeiro, Brasil. Los fósiles corresponden a un ave perteneciente a Cariamae (aunque con similitudes con Tinamidae), el grupo al que corresponden las actuales seriemas; se han encontrado un coracoides izquierdo (holotipo: MN 4114−V) y ambos húmeros.